# Tuli Kupferberg
Naphtali "Tuli" Kupferberg, född 28 september 1923 i New York i New York, död 12 juli 2010 i New York i New York, var en amerikansk författare, skämttecknare, sångare, låtskrivare och förläggare, känd som en av grundarna till rockbandet The Fugs.

## Biografi
Kupferberg tog examen vid Brooklyn College 1944 och grundade 1958 tidskriften Birth. Den gavs bara ut i tre nummer men publicerade texter av flera av de mest kända Beatnik-författarna, som Allen Ginsberg, Diane di Prima, LeRoi Jones och Ted Joans. Kupferberg gav också 1961 på eget förlag ut Beatniks; or, The War Against the Beats.
1964 bildade Kupferberg den satiriska rockgruppen The Fugs tillsammans med poeten Ed Sanders.  Kupferberg tog namnet från Norman Mailer som använt ordet fug som ersättning för svordomen fuck i sin roman De nakna och de döda. Kupferberg var bandets sångare och skrev många av deras sånger.  Han har också gett ut två soloalbum: No Deposit, No Return (1966) och Tuli & Friends (1989).
Hans mest kända bok 1001 Ways to Beat the Draft (1966) är ett satiriskt collage skapat tillsammans med Robert Bashlow och radar upp en rad mer eller mindre fantastiska sätt att slippa värnplikten. 1961 skrev Kupferberg 1001 Ways to Live Without Working som titeln till trots innehåller 1005 sätt att överleva utan arbete, och dessutom några bisarra annonser för till exempel slavlotterier och idiotsäkra medel mot cancer och fetma. Han har också gett ut skämtteckningar som Teach Yourself Fucking (2000).
Kupferberg var aktiv som pacifist och anarkist. Han hade en egen TV-show, Revolting News, som sändes på en lokal Manhattankanal och en egen kanal på Youtube, "tulifuli". Han gjorde också ett par mindre roller i filmer och TV-serier, bland annat som sig själv i Richard Pryors film Dynamite Chicken och medverkade i den udda filmen W.R. – Kroppens mysterier, en film om Wilhelm Reich som den jugoslaviske regissören Dušan Makavejev gjorde 1971.

## Kupferberg i andras verk

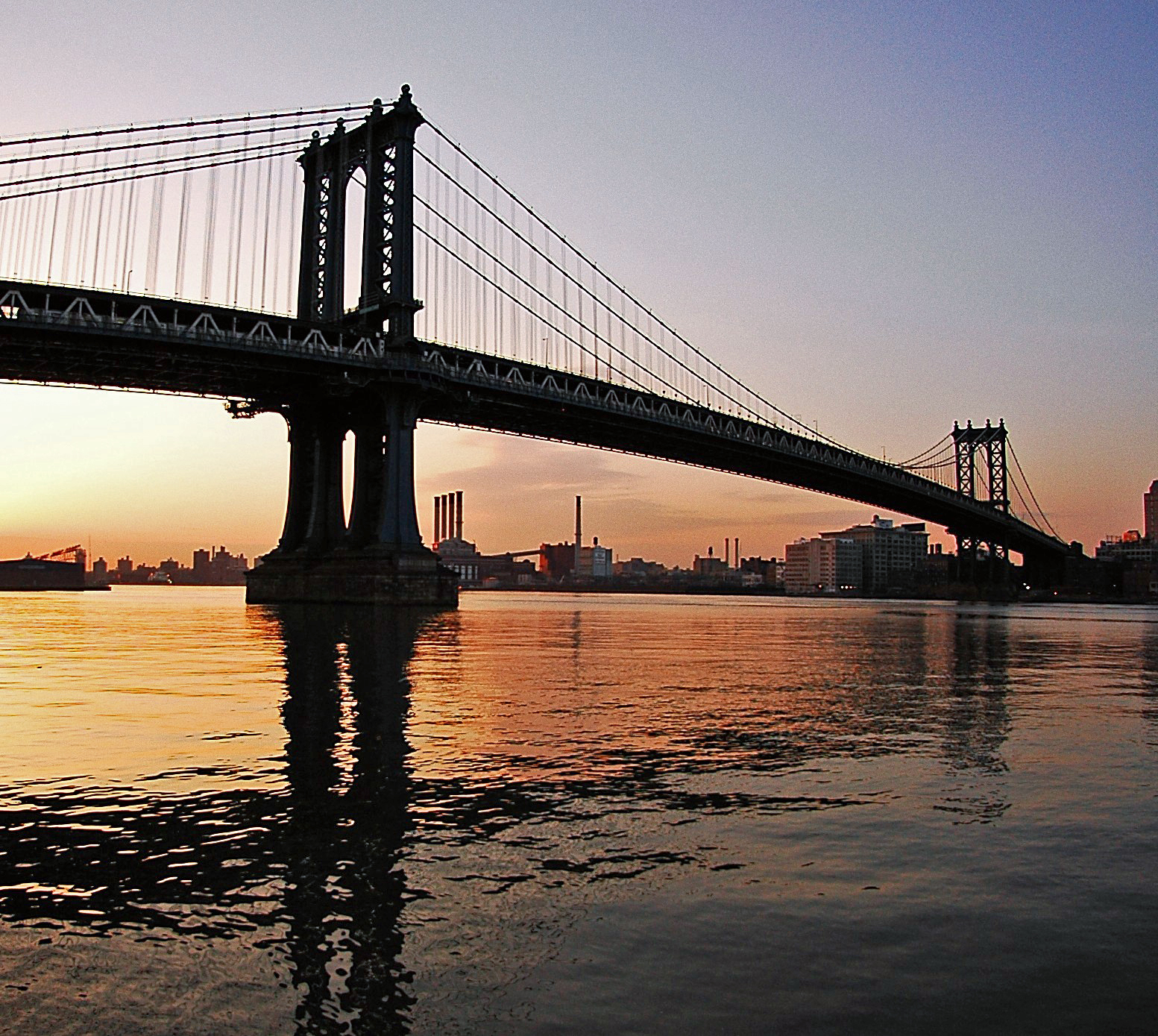
Manhattan Bridge.

Kupferberg sägs ha varit den person som i Allen Ginsbergs långa dikt  Howl "hoppade från Brooklyn Bridge det hände faktiskt och vandrade bort okänd och bortglömd i Chinatowns spöklika dimmor". Händelsen ska egentligen ha ägt rum på Manhattan Bridge, och den återberättas också i den långa dikten Memorial Day (1971) av Ted Berrigan och Anne Waldman:
En gång frågade jag [Ted Berrigan] Tuli Kupferberg. "Hoppade du verkligen från Manhattan Bridge?" "Jo," sa han, "det gjorde jag faktiskt." "Varför det?" frågade jag. "Jag trodde jag hade förlorat förmågan att älska", sa Tuli. "Så jag tyckte jag lika gärna kunde dö. Så en kväll tog jag mig upp på Manhattan Bridge, & efter några minuter hoppade jag." "Vilken grej", sa jag. "Jo", sa Tuli, "men ingenting hände. Jag hamnade i vattnet & jag var inte död. Så jag simmade i land, & gick hem, & tog ett bad, & la mig. Ingen märkte det ens."

## Verk

### Böcker
- Beating (1959)
- Children's Writings (1959)
- Children as Authors: A Big Bibliography (1959, med Sylvia Topp)
- Snow Job: Poems 1946-1959 (1959)
- Selected Fruits & Nuts (1959)
- Stimulants, An Exhibition (1960)
- 1001 Ways to Live Without Working (1961)
- The Grace & Beauty of the Human Form (1961)
- 3,000,000,000,000,000,000,000,000,000,000,000,000,000,000 Beatniks : or, The War Against the Beats (1961)
- Sex and War (1962)
- The Mississippi (A Study of the White Race) (1962)
- The Rub-Ya-Out of Omore Diem (1962)
- The Christine Keeler Colouring Book & Cautionary Tale (1963)
- Kill for Peace (1965)
- Caught in the Act: a Legal Vaudeville (1966)
- The Book of the Body (med Judith Wehlau, 1966)
- I Say to Masturbate is Human, to Fuck Divine (1966)
- 1001 Ways to Beat the Draft  (med Robert Bashlow, 1967)
- Fuck Nam : a morality play (1967)
- 1001 Ways to Make Love (1969)
- Newspoems (1971)
- Listen to the Mockingbird; satiric songs to tunes you know (1973)
- As They Were (with Sylvia Topp, 1973)
- Universal Housewife (1975)
- First Glance (med Sylvia Topp, 1978)
- As They Were Too (med Sylvia Topp, 1979)
- O God! (1980)
- The Crazy Paper (1980)
- Less Newspoems (1981)
- Questionable Cartoons (1981)
- True Professions (1981)
- Why Don't We Do It in the Bed? (1982)
- Was It Good For You Too? (1983)
- After the Balls Are Ova (1984)
- In Media's Feces (1986)
- Kill For Peace, Again (1987)
- Reaganation (1987)
- The Tuli Kupferberg Instant Lottery Broadside (1988)
- The Dark Night of the Soul in the Poetry Mines (1988)
- Signed By the Artist (1990)
- Don't Make Trouble (1991)
- My Prick is Bigger Than Yours (1992)
- The Land that God Remembered (1992)
- The Old Fucks at Home (1992)
- You Know Helen : Maybe Chimps Know a Lot More Than We Think (1994)
- Hey Ann! : What's The Diff Between Religion & Patriotism? (med Dave Jordan, 1994)
- Whitman said : "In order to have great art you have to have great audiences!"(1994)
- When I Hear the Word 'Culture' I Reach for My Gun (1994)
- I Hate Poems About Poems About Poems (1994)
- Great Moments in the History of Sport : No. 4, The Spartans Invent Football (1994)
- Teach Yourself Fucking (2000)
- Paris I Have Never Seen' (2001)

### Sånger
- "Super Girl"
- "Seize the Day (Carpe Diem)"
- "Nothing"
- "The Ten Commandment"s (by God and Tuli)
- "Hallucination Horrors"
- "CIA Man" (Last Song of the movie Burn After Reading)
- "My Bed Is Getting Crowded"
- "Caca Rocka"
- "Kill For Peace"
- "Morning, Morning"
- "The Garden Is Open"
- "Dover Beach" (to Mathew Arnold poem)
- "Life Is Strange"
- "When The Mode Of The Music Changes"
- "Bum's Song"
- "Flower Children"
- "Children Of The Dream"
- "Defeated"
- "Jackoff Blues"
- "The Smoking Gun"
- "Here Comes the Levellers"
- "The Ballad of the League of Militant Agnostics"
- "If You Want to Be President"

### Svenska översättningar
- 1001 sätt att leva utan att arbeta (Familjens affärer, 1975, översättning Claes Ejdemyr)
- 1001 sätt att leva utan att arbeta (Bakhåll, 2009, översättning Christian Ekvall)
- [Två dikter]: Att onanera är mänskligt... att knulla, gudomligt och Greenwich Village i mina drömmar, översättning av Gunnar Harding i antologin Amerikansk undergroundpoesi (Wahlström & Widstrand, 1969)